# Lustrochernes carolinensis
Lustrochernes carolinensis es una especie de arácnido  del orden Pseudoscorpionida de la familia Chernetidae.

## Distribución geográfica
Se encuentra en Carolina del Norte (Estados Unidos).